# Circotettix shastanus
Circotettix shastanus är en insektsart som beskrevs av Bruner, L. 1889. Circotettix shastanus ingår i släktet Circotettix och familjen gräshoppor. Inga underarter finns listade i Catalogue of Life.